# Elwood (Indiana)
Elwood é uma cidade localizada no estado americano de Indiana, no Condado de Madison e Condado de Tipton.

## Demografia
Segundo o censo americano de 2000, a sua população era de 9737 habitantes.
Em 2006, foi estimada uma população de 9096, um decréscimo de 641 (-6.6%).

## Geografia
De acordo com o United States Census Bureau tem uma área de
9,2 km², dos quais 9,2 km² cobertos por terra e 0,0 km² cobertos por água. Elwood localiza-se a aproximadamente 80 m acima do nível do mar.

## Localidades na vizinhança
O diagrama seguinte representa as localidades num raio de 20 km ao redor de Elwood.